# ووپنروت
ووپنروت (به آلمانی: Woppenroth) یک شهر در آلمان است که در راین-هونسروک واقع شده‌است. ووپنروت ۲۸۳ نفر جمعیت دارد.